# 満願寺 (川西市)
満願寺（まんがんじ）は、兵庫県川西市満願寺町にある高野山真言宗の寺院。山号は神秀山。本尊は開眼阿弥陀如来（めあきのあみだにょらい）。観音堂は新西国三十三箇所第13番札所で本尊は千手観音である。満願寺町は川西市の飛地であり、周囲は宝塚市となっている。

## 歴史
寺伝では、奈良時代に聖武天皇の勅願によって勝道上人が日本全国に「満願寺」を創建することとなった。当寺はそのうちの摂津国満願寺であるとしている。また、当初の本尊は千手観音像であったという。
また山号であり山の名である神秀山の由来として『摂陽群談』によると、スサノオノミコトが高天原から出雲国に追放された際に最初に地上に降り立った山であることからこの名が付けられたとする。
平安時代中期には多田院を創建した源満仲が帰依し、それ以来源氏一門の祈願所として栄え、やがて多田三山の一院となった。
鎌倉時代の正中2年（1325年）には後醍醐天皇によって勅願寺となり、室町時代に入ってからは源氏一門である足利将軍家の祈願所となって、最盛期には四十九の子院が存在していた。しかし、戦国時代になると兵火にあって衰微している。
江戸時代の延宝8年（1680年）または宝歴6年（1756年）には円覚院、龍池院、西芳院、新坊など二十近くの数の子院があったが次第に衰微していき、明治時代に入ると現在本坊となっている円覚院しか子院は残らなかった。
その後、1898年（明治31年）に塔頭円覚院が満願寺を名乗り、円覚院の庫裏をその本坊として現在に至る。
山門にある仁王像は多田院が神仏分離によって多田神社になった際に当寺に移された多田院南大門の仁王像である。
源頼光の家来である頼光四天王の一人、坂田金時の墓がある。

## 境内
- 金堂 - 承応2年（1653年）再建。元は子院円覚院の常行堂。本尊の開眼阿弥陀如来（めあきのあみだにょらい）は勝道の作とされる。元は円覚院常行堂にあった[5]。
- 毘沙門堂 - 1985年（昭和60年）建立。本尊は源満仲が自ら作ったという毘沙門天像。扁額「毘沙門天王」は近代日本書道界の第一人者、川村驥山の筆[6]。
- 弘法大師像 - 奥の院跡地（現霊園）に祀られていたが、1995年（平成7年）5月に現在地に移された[4]。
- 九重石塔 （重要文化財） - 正応6年（1293年）に源氏一族の法尼妙阿が両親の極楽往生を願って建立したもの。高さは3メートル53センチメートルある[4]。
- 三廟 - 室町時代の造立。
  - 源賢（美女丸）の墓（川西市指定史跡）
  - 藤原仲光の墓（川西市指定史跡）
  - 幸寿丸の墓（川西市指定史跡） - 藤原仲光の子。
- 源家の七塔
  - 源国房の供養塔（川西市指定史跡）
  - 源光国の供養塔（川西市指定史跡）
  - 源明国の供養塔（川西市指定史跡）
  - 源仲政の供養塔（川西市指定史跡）
  - 源国直の供養塔（川西市指定史跡）
  - 源行国の供養塔（川西市指定史跡）
  - 源国基の供養塔（川西市指定史跡）
- 晴雲堂 - 納骨堂。
- 八幡宮
- 稲荷社 - 祭神：荼枳尼天
- 坂田金時の墓
- 金時の兜石
- 四国霊場八十八ヶ所巡拝路
- せんじゅ桜の庭
- 観音堂 - 寛文8年（1668年）再建。もとは奥の院（現霊園）にあったが1884年（明治17年）に現在地に移転する。天井の龍図は狩野義信筆[7]。新西国三十三箇所第13番札所で千手観音を祀る。摂津国三十三箇所第18番札所でもある。
- 子安地蔵尊
- 鐘楼 - 梵鐘は明暦4年（1658年）の作。太平洋戦争中の1943年（昭和18年）に金属供出によって回収されたが、戦後無事返還された[8]。
- 本坊（旧円覚院） - 源満仲の妻で源賢の母（源俊の娘）が創建。1898年（明治31年）より本坊となっている。
  - 庫裏
  - 書院 - 寛政10年（1798年）頃の建立[2]。
  - 庭園（川西市指定史跡） - 池泉観賞式庭園。寛政10年（1798年）頃の作庭[2]。
- 山門（仁王門） - 1881年（明治14年）再建。非常に変わった造りをしている仁王門。祀られている金剛力士像は、神仏分離の際多田院が多田神社となった1871年（明治4年）に当寺に移されたもの[3]。

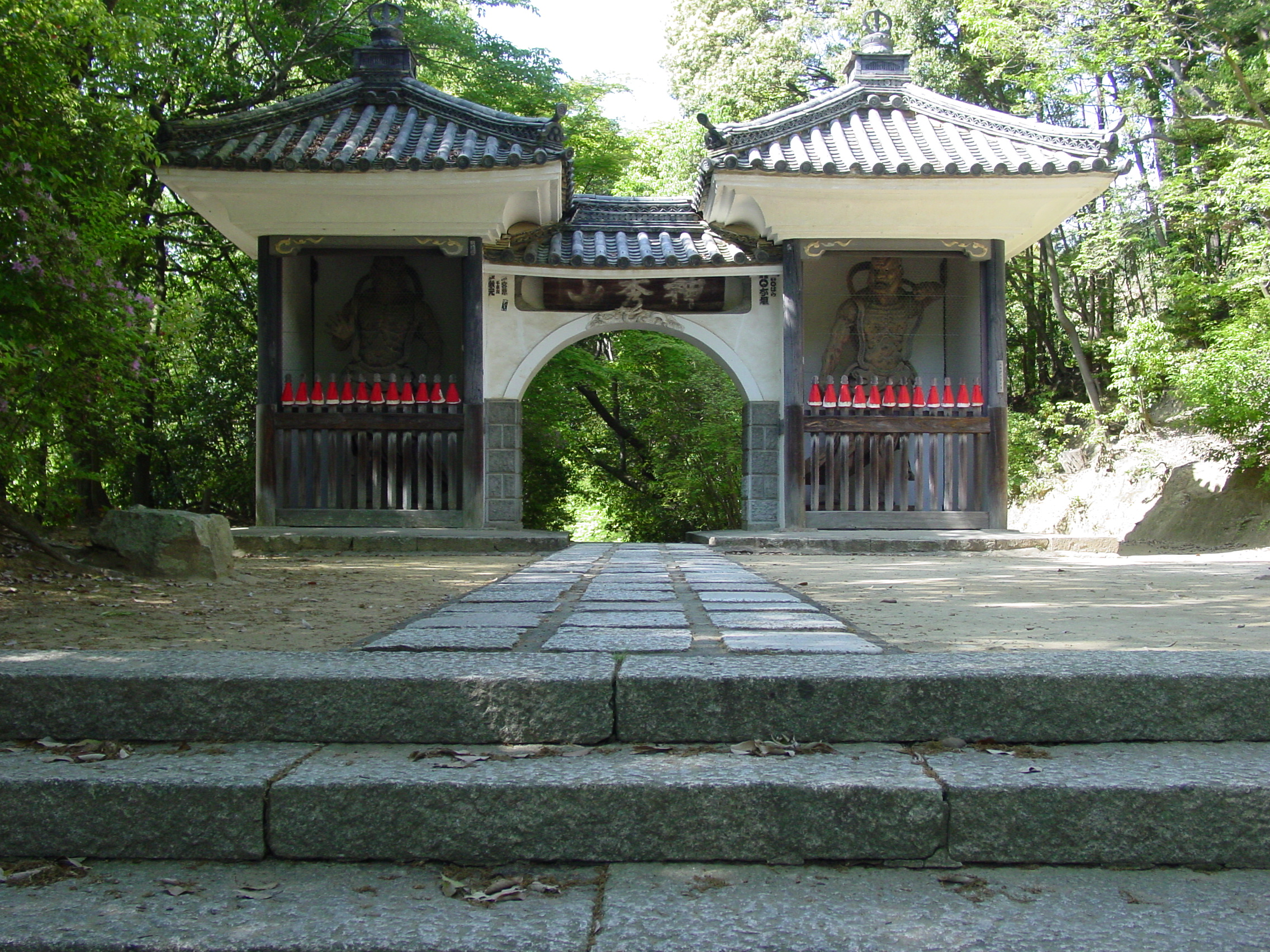
山門
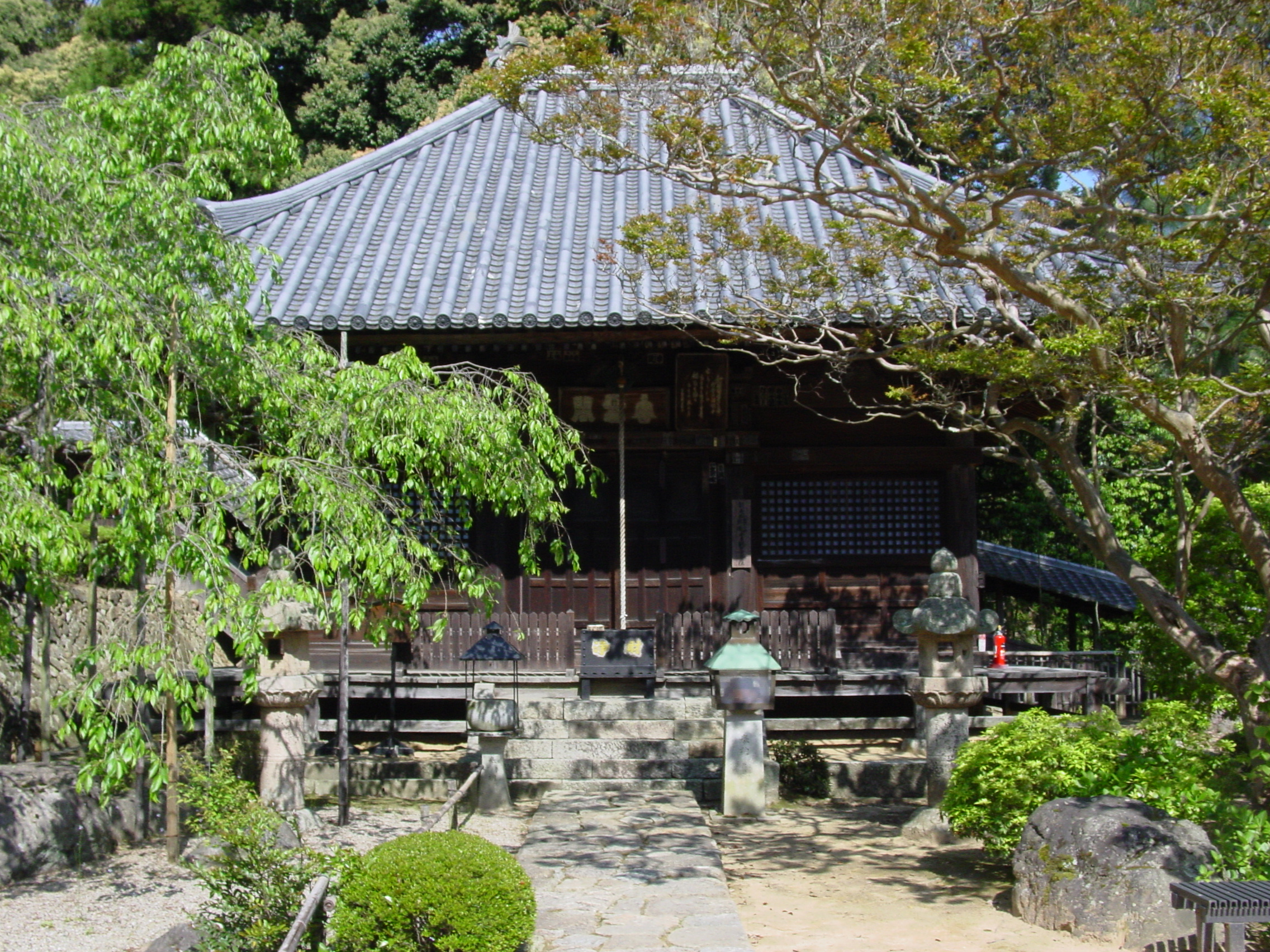
観音堂
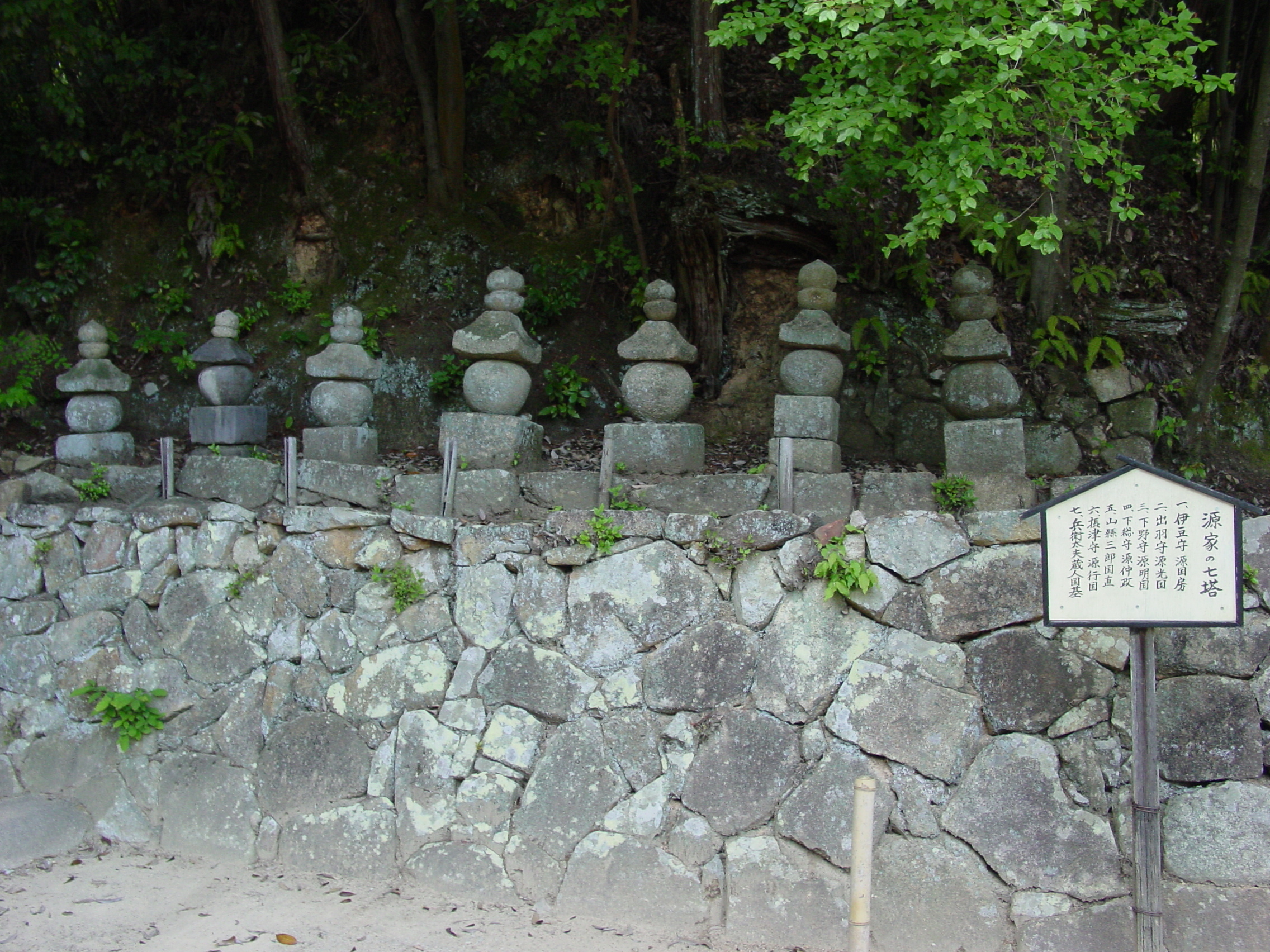
源氏の七塔
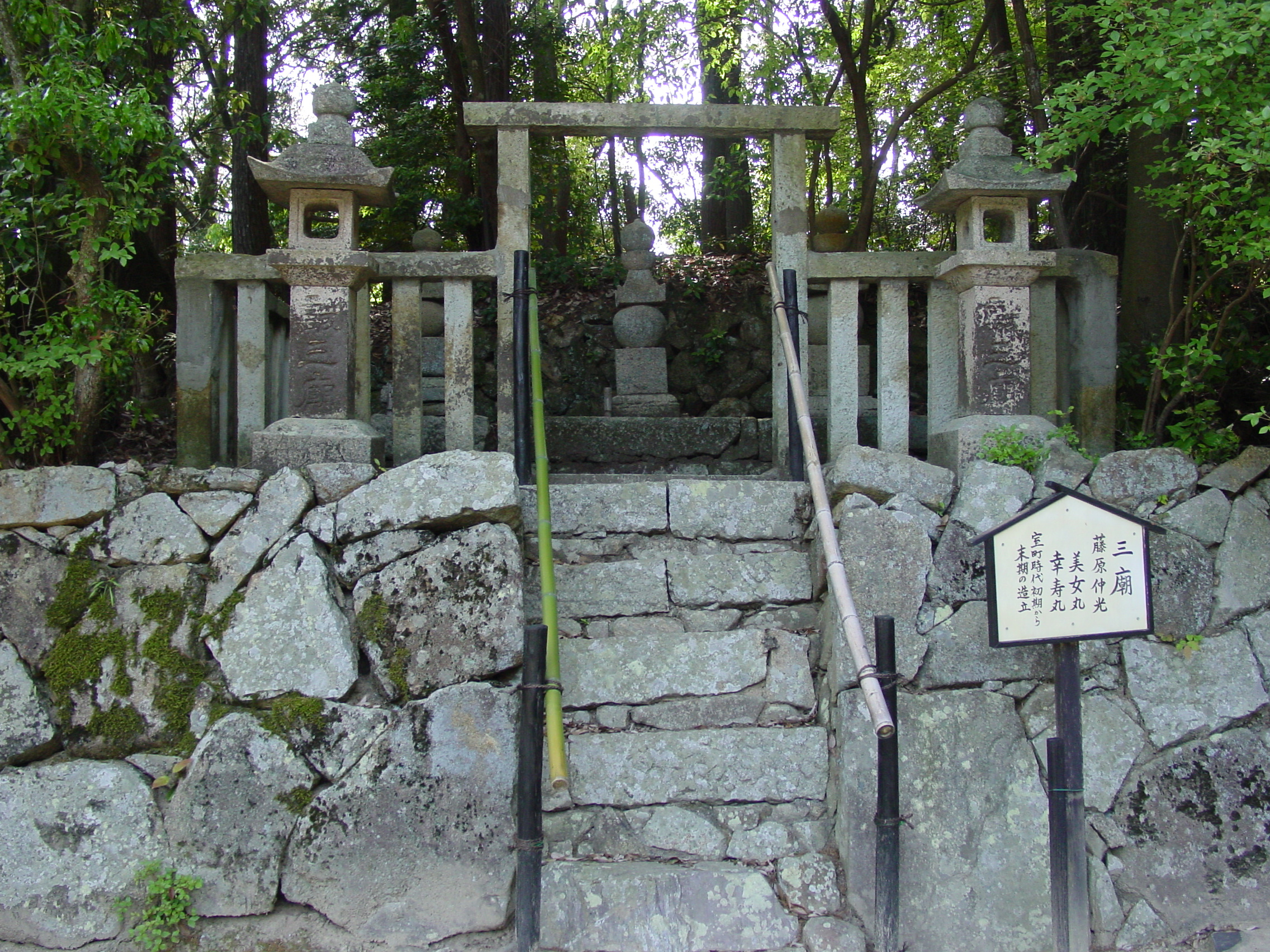
藤原仲光らの墓

## 文化財

### 重要文化財
- 石造九重塔

### 兵庫県指定有形文化財
- 満願寺本堂内宮殿（ほんどうない くうでん）[9]
- 木造千手観世音菩薩立像 - 平安時代中期。
- 木造聖観音菩薩立像 - 平安時代前期。
- 木造十一面観音菩薩立像 - 平安時代末期。
- 木造金剛力士立像 - 鎌倉時代末期。

### 川西市指定有形文化財
- 毘沙門天立像
- 大般若経 600巻

### 川西市指定史跡
- 満願寺書院庭園
- 満願寺五輪塔群

### 川西市指定天然記念物
- 満願寺の樹林

## 前後の札所
新西国三十三箇所
12 東光院　-　13 満願寺　-　客番 安岡寺
摂津国八十八箇所
67 久安寺　-　68 満願寺　-　69 中山寺大師堂
摂津国三十三箇所
17 善福寺　-　18 満願寺　-　19 久安寺

## 所在地
- 兵庫県川西市満願寺町7-1

## アクセス
- 阪急宝塚本線 雲雀丘花屋敷駅から阪急バス150系統満願寺線「愛宕原ゴルフ場」行きで約10分、「満願寺」下車徒歩約2分。